# Clorilo
En química, clorilo se refiere a un catión triatómico con fórmula química ClO+
2. Esta especie tiene la misma estructura general que la clorita (ClO−
2) pero es electrónicamente diferente, ya que el cloro tiene un estado de oxidación +5 (en lugar del +3 del clorito). Esto lo convierte en un raro ejemplo de oxicloruro cargado positivamente. Compuestos de clorilo, como y [ClO2][RuF6], son todos altamente reactivos y reaccionan violentamente con el agua y la mayoría de los compuestos orgánicos.

## Estructura
El ClO+
2 catión es isoelectrónico con SO
2, y tiene una estructura curvada con un ángulo de unión cercano a 120°. El enlace Cl-O tiene un orden de enlace 1,5 y su estructura de Lewis consta de un doble enlace y un enlace dativo que no utiliza orbitales d.
El color rojo del ClO+
2 es causada por transiciones de electrones a un orbital antienlazante. La transición análoga en SO
2 no está en el espectro visible, entonces SO
2 es incoloro. La fuerza de interacción con el contraión afecta la energía de este orbital antienlazante; así, en compuestos de clorilo incoloros, las fuertes interacciones con el contraión, correspondientes al carácter covalente superior del enlace, desplazan la energía de transición fuera del espectro visible.

## Compuestos

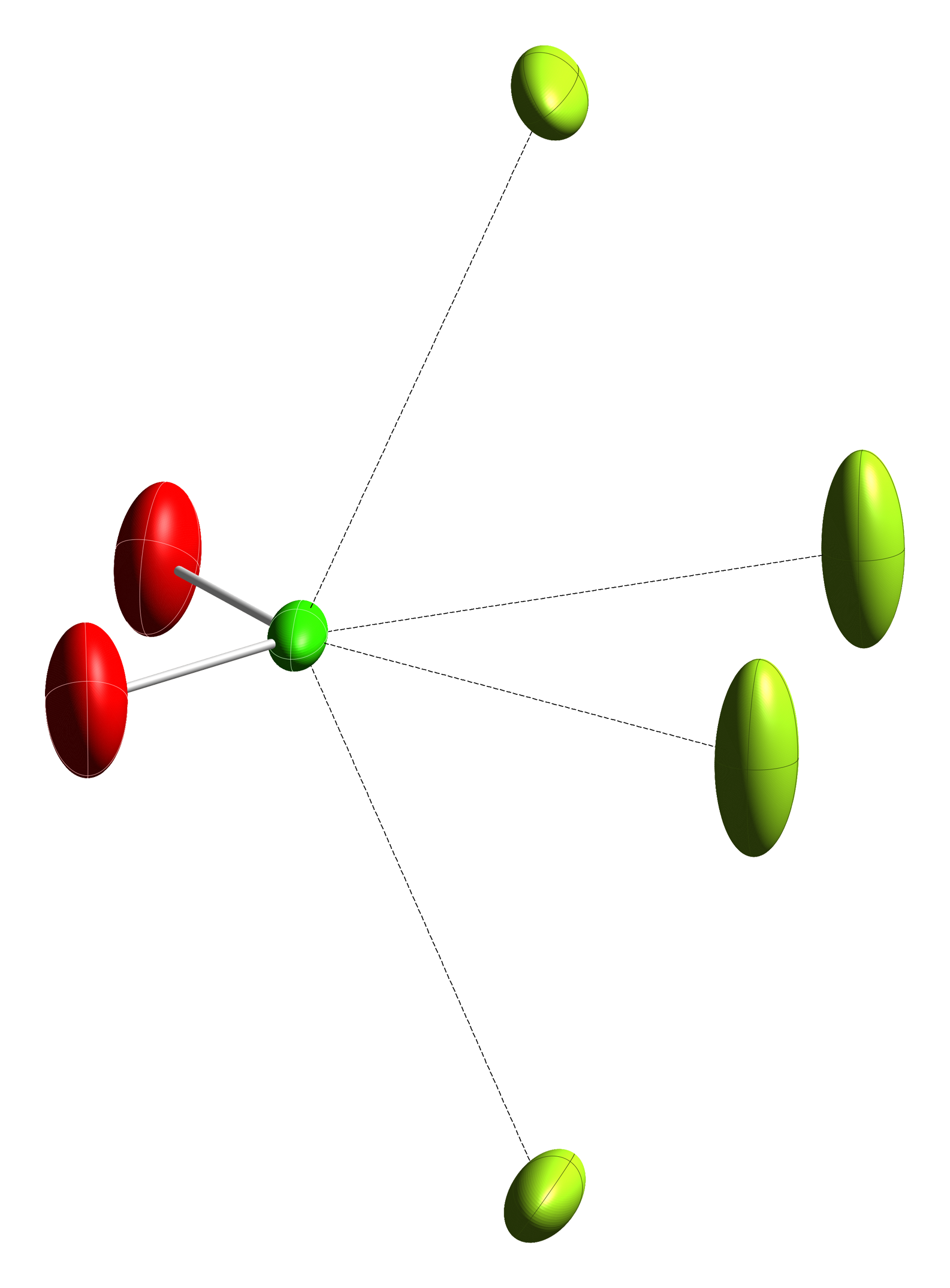
Modelo de elipsoide térmico del entorno de coordinación del cloro en hexafluoroantimoniato de clorilo, [ClO_{2}][SbF_{6}], que muestra interacciones F-Cl.

Hay dos categorías de compuestos de clorilo. La primera categoría es incolora e incluye fluoruro de clorilo (FClO
2). Estos son moderadamente reactivos. Aunque se denomina compuesto iónico de "clorilo", el fluoruro de clorilo es más un compuesto covalente que un compuesto iónico de fluoruro y catión clorilo.
La segunda categoría presenta compuestos de color rojo que son altamente reactivos. Estos incluyen fluorosulfato de clorilo, ClO
2SO
3F, y trisulfato de diclorilo, (ClO
2)
2(S
3O
10). Estos compuestos de clorilo forman soluciones rojas en ácido fluorosulfúrico y contienen un ClO+
2 de color rojo.ClO+
2 catión que se disocia en solución. En estado sólido, los espectros Raman e infrarrojo indican fuertes interacciones con el contraión. No todos los compuestos de clorilo en estado sólido son necesariamente iónicos. Los productos de reacción del FClO
2 con BF
3 y PF
5 Se supone que PF
5 son aductos moleculares en lugar de sales verdaderas. 
Un compuesto de clorilo notable es el hexóxido de dicloro, que existe como un compuesto iónico descrito más exactamente como perclorato de clorilo, [ClO
2]+
[ClO
4]−
. Es un líquido humeante de color rojo en condiciones estándar.
Los compuestos de clorilo se preparan mejor mediante la reacción de FClO
2<br> FClO
2 con un ácido de Lewis fuerte. Por ejemplo: 
FClO
2 + AsF
5 → [ClO2][AsF6]
También son posibles otras rutas de síntesis, que incluyen: 
ClO
2 + 3 AsF
5 → 2 [ClO2][AsF6] + AsF
3O + 4Cl
2
Cl
2O
6 + 2 SbF
5 → [ClO2][SbF6] + SbF
3O + FClO
3
Las reacciones de metátesis se pueden llevar a cabo con bases de Lewis fuertes. Por ejemplo, la reacción de la sal de hexafluoroplatinato con fluoruro de nitrilo produce la sal de nitronio: 
[ClO2][PtF6] + FNO
2 → [NO2][PtF6] + FClO
2